# Midden-Amerikaanse vesperrat
De Midden-Amerikaanse vesperrat of Sumichrasts vesperrat (Nyctomys sumichrasti) is een zoogdier uit de familie van de Cricetidae. De soort komt voor in Midden-Amerika.

## Naamgeving
De wetenschappelijke naam van de soort werd voor het eerst geldig gepubliceerd door Saussure in 1860.

## Verspreiding
De Midden-Amerikaanse vesperrat komt plaatselijk algemeen voor in de tropische bossen van zeeniveau tot op 1.800 meter hoogte. Het verspreidingsgebied loopt van de zuidelijke Mexicaanse staten Jalisco (aan de Pacifische kust) en Veracruz (aan de Caribische kust) via Midden-Amerika tot het oosten van Panama.

## Kenmerken
De rug van de Midden-Amerikaanse vesperrat is geelbruin of bruinroze met een donkere aalstreep over het midden. In droge laaglanden is de vacht over het algemeen lichter dan in natte hooglanden. De flanken zijn lichter van kleur, de buik geheel wit en rond het oog is een donkere ring zichtbaar. De geschubde, onbehaarde staart is bruin met een pluim aan de punt. De lichaamslengte bedraagt 11 tot 13 cm, de staartlengte 8,5 tot 15,5 cm en het gewicht ongeveer 50 gram.

## Leefwijze
De Midden-Amerikaanse vesperrat is meer aan bomen gebonden en komt zelden op de grond. De eerste teen van elke poot vertoont veel gelijkenis met een duim, een goed werktuig waarmee takjes kunnen worden vastgegrepen. Deze soort leeft in groepsverband. Door middel van korte reeksen van luide, vogelachtige kreten wordt gecommuniceerd. Nesten van de Midden-Amerikaanse vesperrat worden gemaakt in boomholtes of zijn samengesteld uit twijgjes, stengels, bladeren en afgetrokken boomschors. Dit knaagdier is in hoofdzaak 's nachts actief en voedt zich met insecten, zaden en fruit, waaronder vijgen en avocado's.